# St. Charles (Missouri)
St. Charles é uma cidade localizada no estado americano de Missouri, no Condado de St. Charles.

## Demografia
Segundo o censo americano de 2000, a sua população era de 60.321 habitantes.

## Geografia
De acordo com o United States Census Bureau tem uma área de
53,9 km², dos quais 52,7 km² cobertos por terra e 1,2 km² cobertos por água.

## Localidades na vizinhança
O diagrama seguinte representa as localidades num raio de 16 km ao redor de St. Charles.